# Hunterian Museum (Londres)
Ne doit pas être confondu avec Hunterian Museum and Art Gallery.
Le Hunterian Museum de Londres est un musée de spécimens anatomiques à Londres, situé dans le bâtiment du Collège royal de chirurgie d'Angleterre.

## Histoire
En 1799, le gouvernement achète la collection du chirurgien écossais John Hunter et la lègue à la Compagnie des chirurgiens, l'ancêtre du Collège royal. Cette base est complétée par la suite, notamment par les pièces de Richard Owen et une section odontologique. 
Le premier bâtiment du musée, jugé trop petit, est fermé en avril 1834 pour permettre un projet d'agrandissement achevé en février 1837. Une troisième salle est ajoutée en 1852, et deux autres galeries voient le jour entre 1888 et 1892. En mai 1941, le bâtiment du Collège est gravement endommagé par les bombes, les salles IV et V du musée sont complètement détruites avec leur contenu. Après un lent processus de reconstruction et de rénovation, le musée rouvre dans des locaux plus étroits en 1963 .

## Collections
Le Hunterian Museum est membre du groupe des musées de la santé et de la médecine de Londres (en). Il expose des milliers de spécimens anatomiques, y compris les planches d'Evelyn, les instruments de Joseph Lister et le squelette du « géant irlandais » Charles Byrne (en), du matériel chirurgical, des peintures et des sculptures sur les médecins et la médecine. La section odontologique du musée comprend notamment des dents extraites de soldats lors de la bataille de Waterloo, un collier de dents humaines apporté en Angleterre par l'explorateur Henry Morton Stanley et un ensemble de prothèses dentaires ayant appartenu à Winston Churchill.  
Le musée, fermé en mai 2017 pour des travaux de rénovation, devrait rouvrir en 2023.

## Galerie

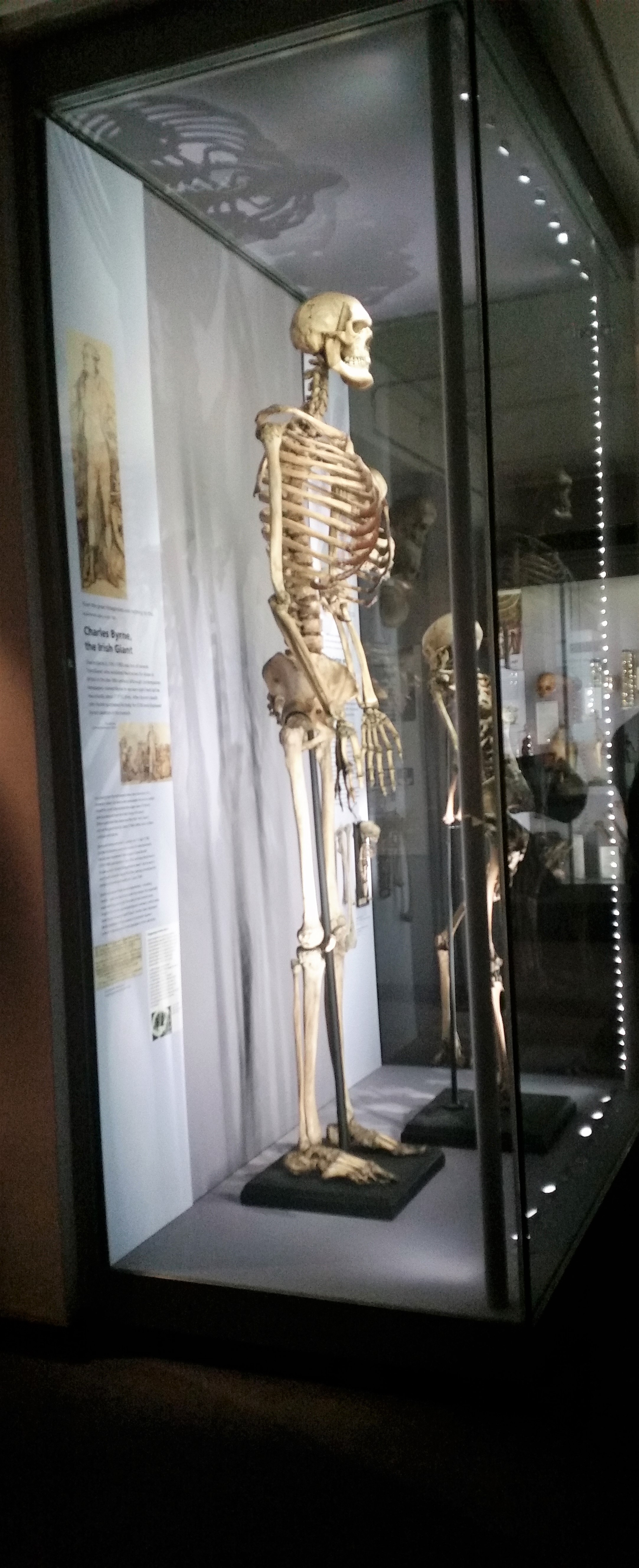
Squelette de Charles Byrne (1761–1783).
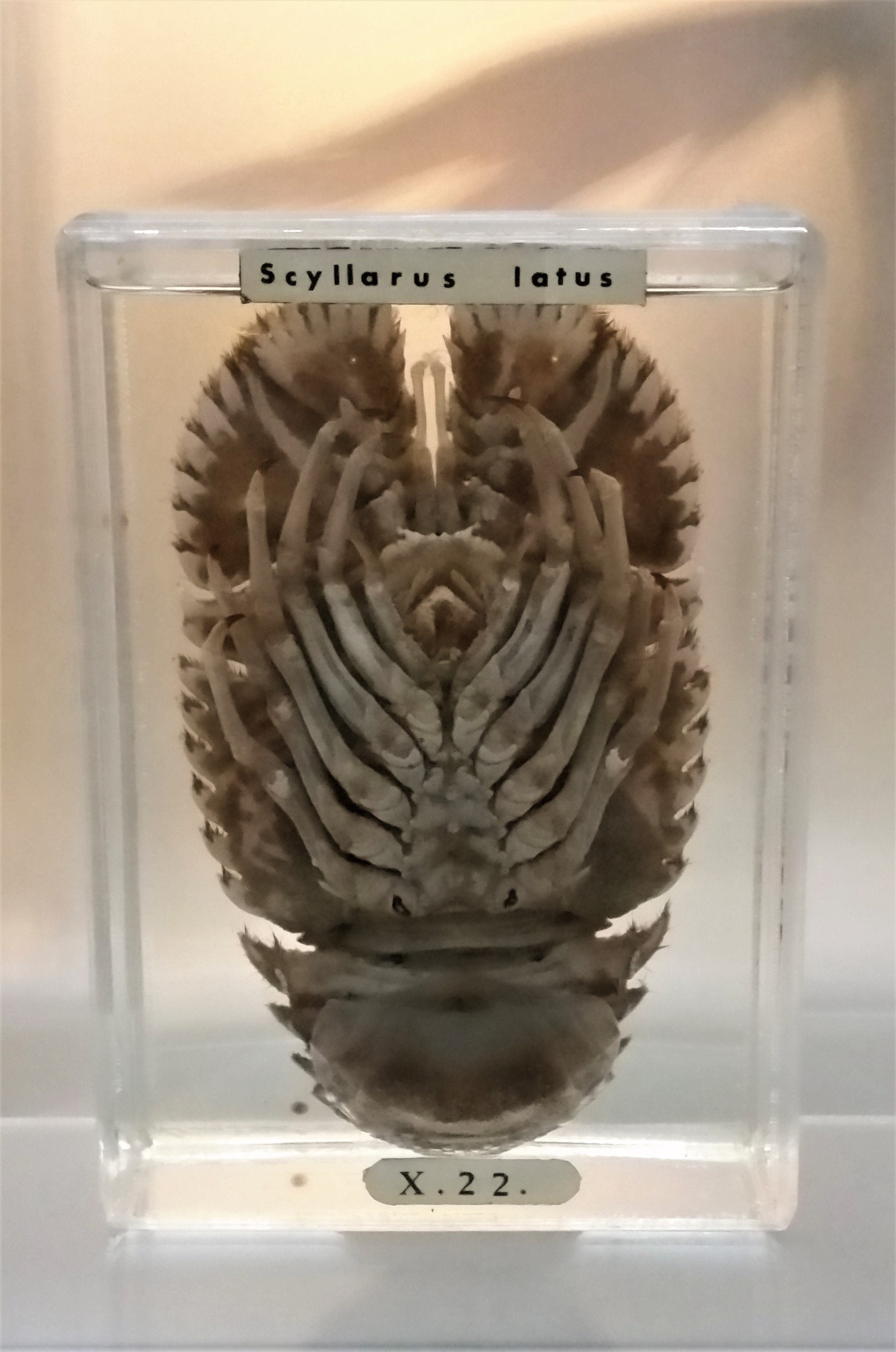
Spécimen de Scyllarides latus ou cigale de mer.
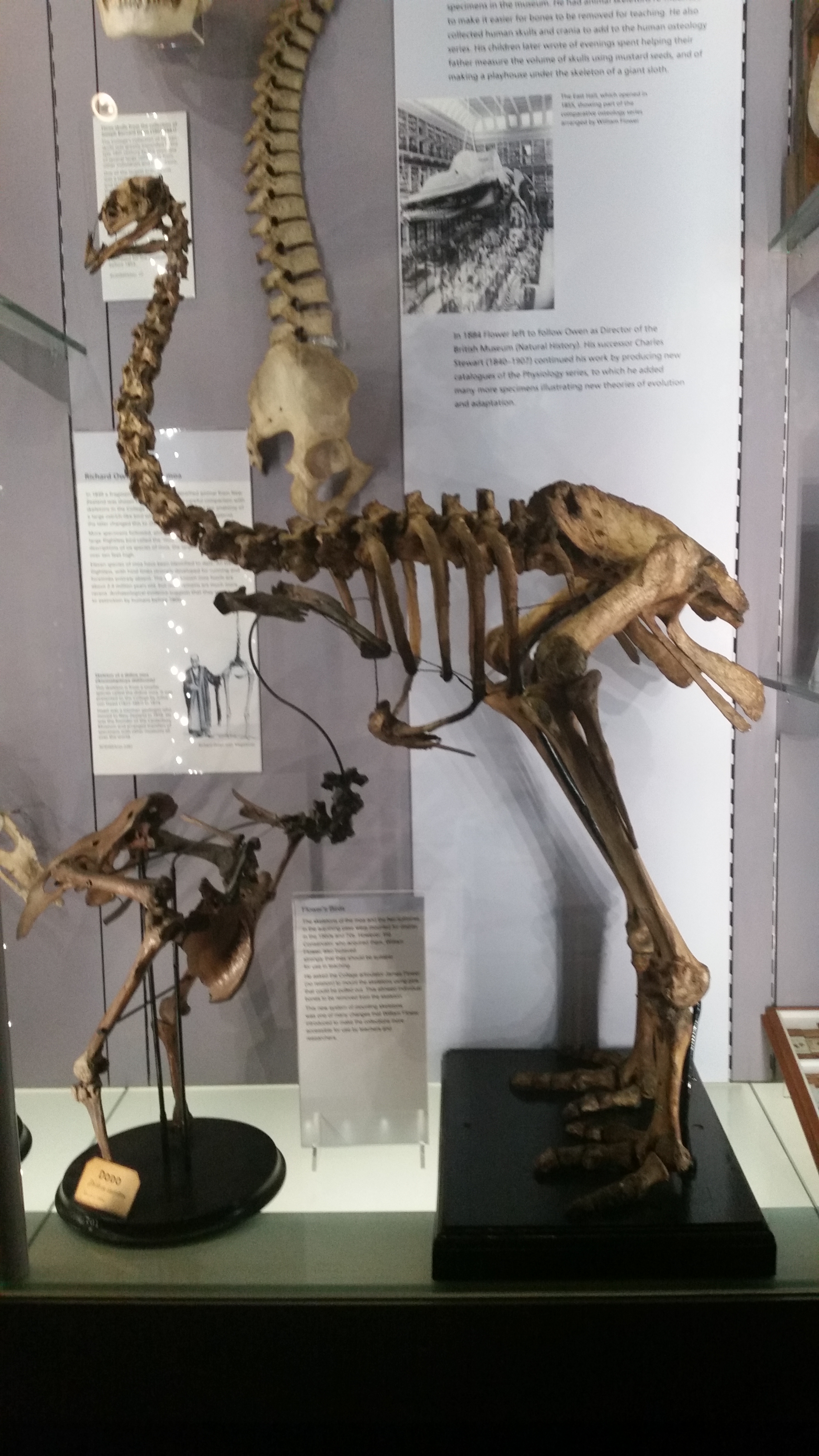
Squelette de Dinornis novaezealandiae, espèce éteinte de moa.
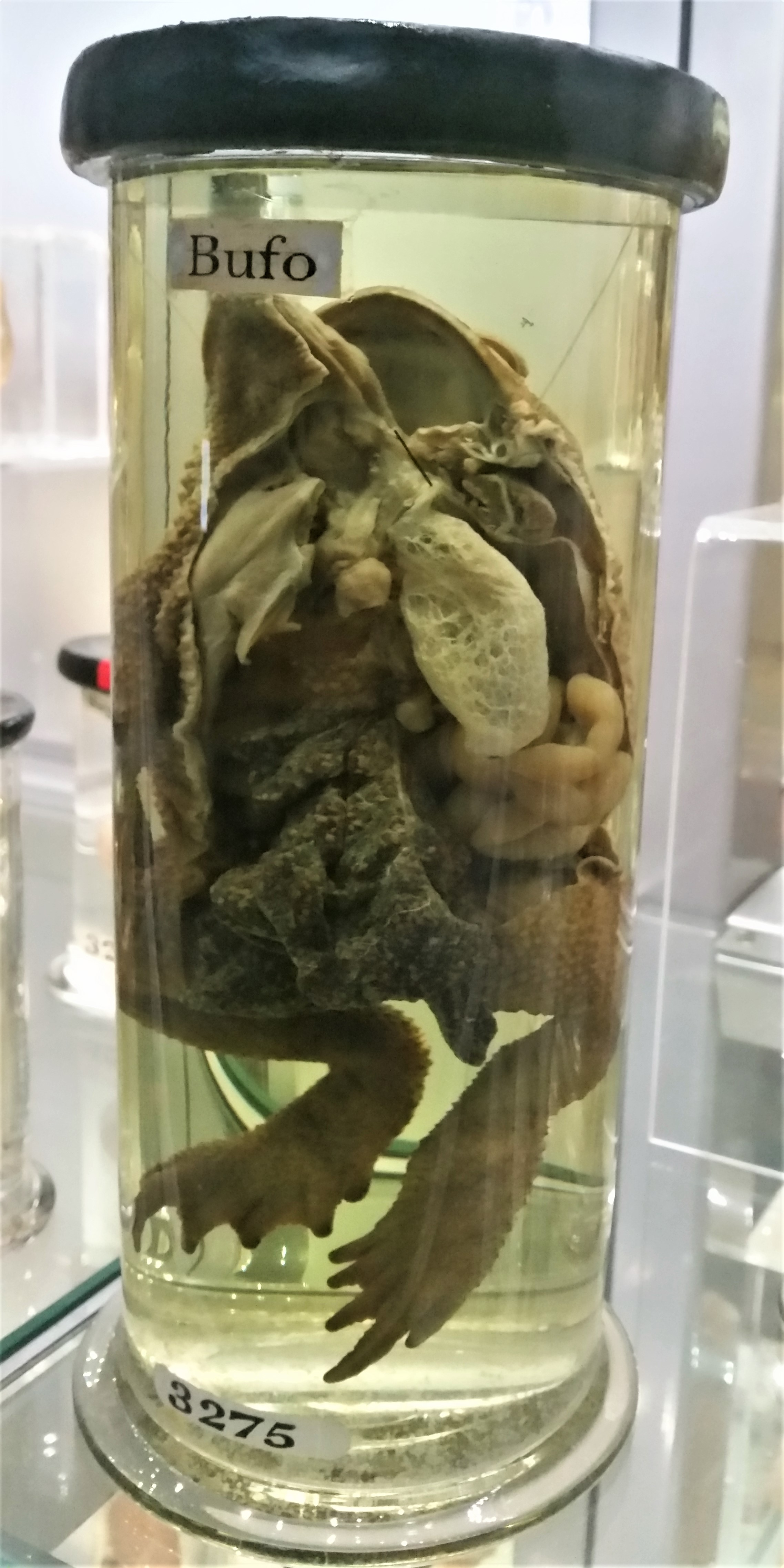
Crapaud disséqué avec oviductes mis en évidence.